# Dorians
Dorians este o trupă armeană de rock formată în 2008 de către Vahagn Gevorgyan. În anul 2009 trupa a participat la selecția națională armeană, fapt care a adus faima trupei. Dorians a reprezentat Armenia la Concursul Muzical Eurovision 2013 cu piesa "Lonely Planet".

## Istorie
În anul 2009 trupa a câștigat premiul "Best Newcomer" la festivalul Tashir Music Awards din Moscova. În iunie același an, trupa a avut parte de primul concert major cu ocazia sărbătoriri primului an de activitate.
Întâlnind celebri muzicieni Ian Gillan(Deep Purple) și Tony Iommi(Black Sabbath), trupa a făcut un concert caritabil, în urma căruia s-au strâns bani pentru renovarea unei școli de muzică din Armenia.
În Noiembrie 2010 trupa au făcut un concert solo la Moscova. În 2011 trupa a primit premiul pentru  "Best Rock Band of the Year" la un festival de muzică armeană.
În aprilie 2011 trupa a lansat primul său album, înregistrat în Brussel, Belgia. În august 2011 trupa a fost invitată să cânte în deschiderea unui concert al lui Serj Tankian în Yerevan.
În 13 decembrie 2011 trupa a câștigat premiile "Rock Number One" și "Man Number One" la festivalul  VAN Music Awards 2011.
În 2013 trupa va reprezenta Armenia la Concursul Muzical Eurovision 2013.